# Chaudandi
Chaudandi  era un comitato per lo sviluppo dei villaggi (VDC) del Nepal situato nella Provincia No. 1 e nel distretto di Udayapur.
Nel marzo 2017 in seguito ad una riforma amministrativa è stato unito insieme ai VDC di Siddhipur, Hadiya e Sundarpur alla municipalità di Beltar Bashasa per costituire la municipalità di Chaudandigadhi.
Al censimento del 1991, aveva 2 715 abitanti.